# St. Sebastian (Landshut)

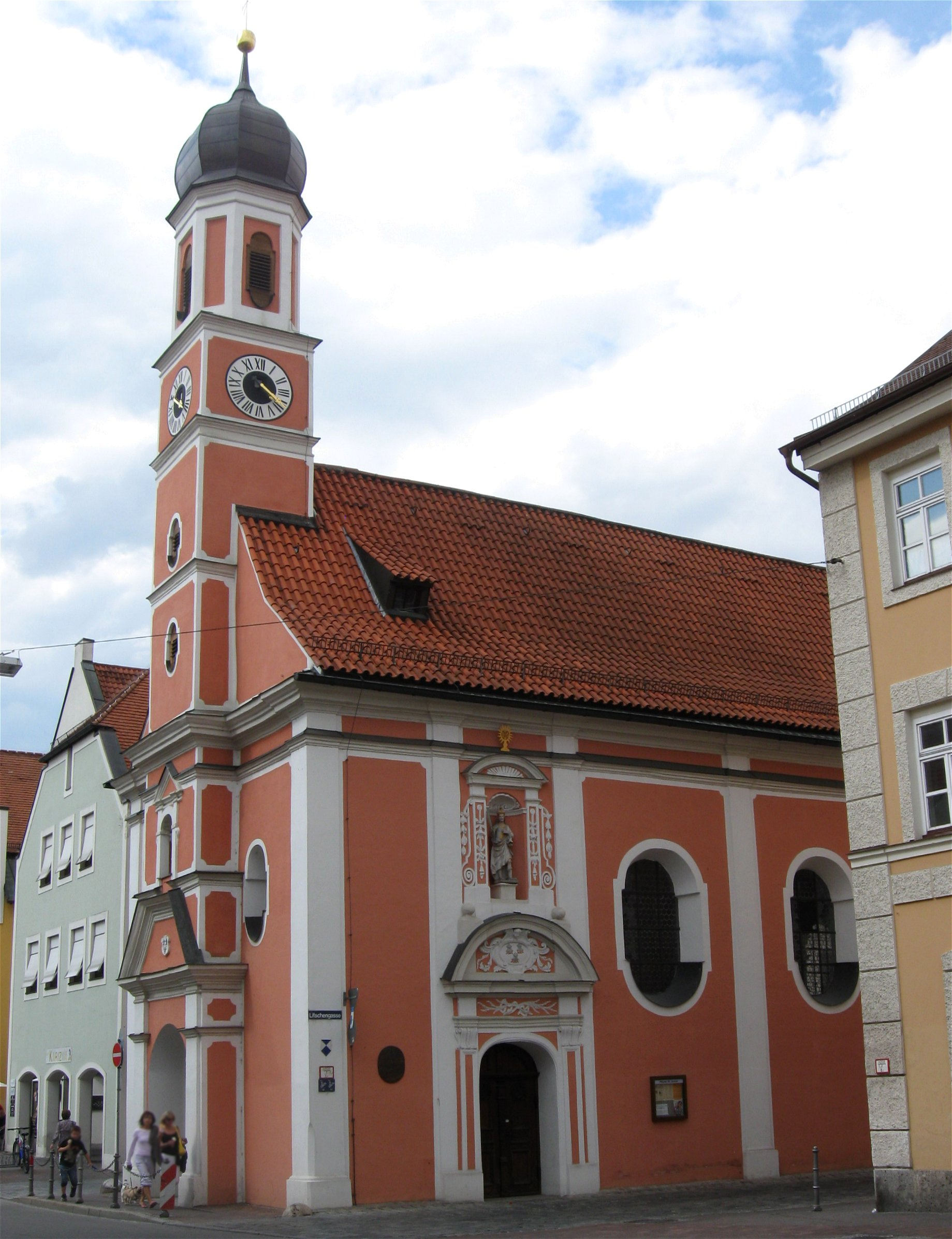
Kirche St. Sebastian von Süden

Die römisch-katholische Kirche St. Sebastian in der niederbayerischen Hauptstadt Landshut ist eine im Kern spätgotische Kirche, die 1489/90 erbaut und 1661/62 barock umgestaltet und erweitert wurde. Sie ist die einzige Kirche in Landshut, die dem Stadtpatron Sebastian (Gedenktag: 20. Januar) geweiht ist. Das Gotteshaus ist seit 1962 eine Nebenkirche der Pfarrei St. Jodok; zuvor handelte es sich seit 1490 um eine Expositur von St. Jodok.

## Geschichte
Die Entstehungszeit des ersten Sebastianikirchleins in Landshut ist unbekannt, jedoch legt das Patrozinium einen Zusammenhang mit einer Pestepidemie nahe. Eine solche gab es in der Stadt beispielsweise im Jahr 1444. Dies scheint zeitlich gut zu passen, da die Sebastianikirche 1455 erstmals in Unterlagen des Landshuter Stadtarchivs erwähnt ist. Zunächst dürfte es sich bei dem Gotteshaus um eine reine Votivkirche gehandelt haben, erst später wurde die Sebastianikirche auch zu einer Seelsorgskirche für die stark wachsende Bevölkerung des Stadtteils zwischen den beiden Isararmen. Da die alte Kirche zu klein geworden war, wurde in den Jahren 1489 und 1490 ein größerer spätgotischer Bau errichtet. Mit der Baufertigstellung im Jahr 1490 erhob man St. Sebastian zur Expositur, die Kirche erhielt also einen eigenen Priester – ein Zustand, der bis 1962 andauerte. Ende des 15. Jahrhunderts lag der Stadtteil Zwischen den Brücken nicht im inneren Ring der Stadtbefestigung, sondern war lediglich durch das Äußere Isartor an der Kleinen Isar geschützt. Deshalb war der Bevölkerung der Expositus besonders wichtig, da in der Nacht kein Priester aus der Stadt für die Seelsorge zur Verfügung stand. Im Jahr 1491 wurde die Sebastiani-Bruderschaft gegründet, der das Gotteshaus als Bruderschaftskirche diente. Zwei Jahre später wurde der heilige Sebastian als Schutzpatron gegen die Pest zum Stadtpatron Landshuts erhoben. Die Aktivitäten der Bruderschaft sind zwar mit der Auflösung der Seelsorgestelle 1962 zum Erliegen gekommen, aber der Landshuter Stadtrat feiert bis heute jedes Jahr um den 20. Januar das Sebastiani-Hochamt in der Pfarrkirche St. Jodok.
Wie der spätgotische Bau ausgesehen haben mag, ist heute nur noch durch das Stadtmodell des Straubinger Drechslermeisters Jakob Sandtner aus dem Jahr 1570 überliefert. Darauf ist ein dreijochiges Langhaus zu erkennen, an welches unmittelbar ein 5/8-Chorschluss mit Lanzettfenstern angefügt ist. 1648 wurde die Kirche zum Ende des Dreißigjährigen Krieges von den abziehenden Schweden stark in Mitleidenschaft gezogen. Im Jahr 1661 war die Kirche in einem so schlechten baulichen Zustand, dass Bürgermeister und Stadtrat beim Freisinger Bischof um eine Abbruchgenehmigung ersuchten und gleichzeitig Plan (von einem Schreiner Dendl) und Kostenschätzung für einen barocken Neubau vorlegten. Dieser schritt zügig voran, da vermutlich die Grundmauern der alten Kirche mit einbezogen wurden. So bat die Stadt bereits am 28. Oktober 1661 um die Erlaubnis für Messfeiern in der Kirche. Die eigentliche Konsekration des Neubaus, wiederum ein dreijochiger Bau mit 5/8-Chorschluss, erfolgte erst am 16. Oktober 1666. Erst 1694, rund dreißig Jahre später, wurde der Innenraum von dem Desiderius Maderna aus Lugano ausstuckiert.
Bereits im Jahr 1721 traten Bauschäden am Chorraum auf, sodass dieser abgerissen werden musste. In der Folge wurde das Langhaus um zwei Joche nach Osten verlängert und daran wiederum ein 5/8-Chorschluss angebaut. Nikolaus Liechtenfurtner, ein Stuckateur aus Freising, gestaltete die zwei angebauten Joche und den Chorschluss in Anlehnung an Maderna. In den Jahren 1899 und 1900 wurden erneut Umbaumaßnahmen durchgeführt. Nach den Plänen des Münchner Architekten Johann Marggraff wurde unter anderem der Chorraum ein weiteres Mal neu errichtet und daran auf der Ostseite die heutige Sakristei angebaut. Diese steht anstelle des ehemaligen Mesnerhauses, welches 1898 abgebrochen wurde. Bei der Neuerrichtung des Chores orientierte man sich stark an der stilistischen Vorgabe des Barockbaus, während man die barocke durch historisierende Ausstattung in neugotischen und neubarocken Formen ersetzte. Die 1945 entstandenen Kriegsschäden wurden bald nach Kriegsende mit den damaligen Möglichkeiten behoben. Weitere Renovierungsmaßnahmen erfolgten 1960/61, 1972/73 sowie 1983. Bei der Renovierung 1972/73 wurde unter anderem die historisierende Ausstattung der Jahrhundertwende zu großen Teilen entfernt und ein Fußgängerdurchgang unterhalb der Empore eingerichtet, da die Sebastianikirche weit aus der Häuserfront der Zweibrückenstraße hervortritt. Die wohl umfassendste Renovierung seit der Barockzeit wurde von 1993 bis 2008 durchgeführt. Diese umfasste unter anderem die Erstellung eines neuen Fundaments und den Rückbau der Fußgängerpassage.

## Architektur

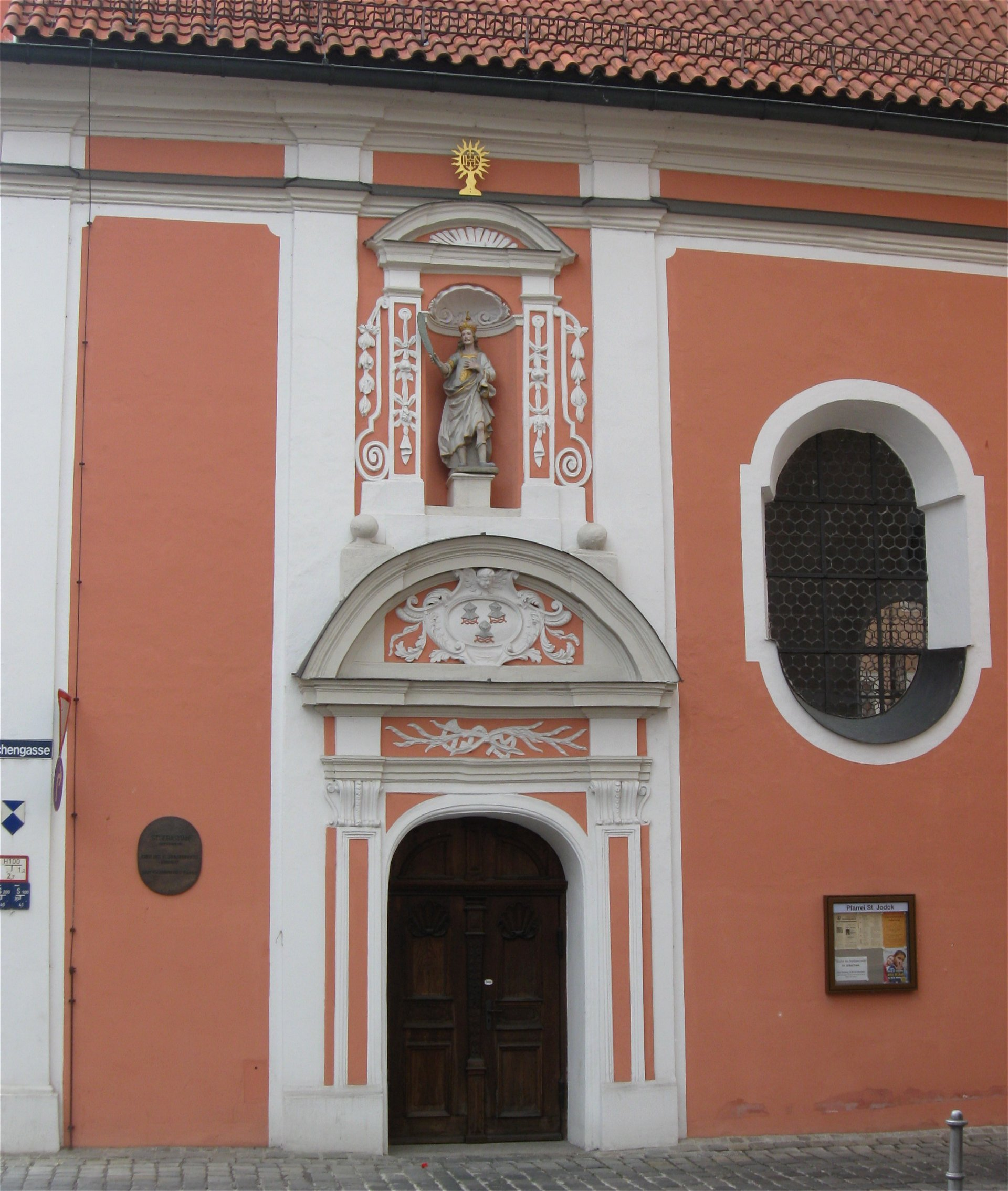
Südportal, darüber Figurennische

Die Sebastianikirche ist eine kleine, einschiffige Saalkirche, die nach Osten ausgerichtet ist. An das fünfjochige, außen wie innen von Pilastern gegliederte Langhaus schließt sich in gleicher Breite der Chorraum an, der von fünf Seiten eines Achtecks gebildet wird. Durch einen Chorbogen ist er deutlich eingezogen. An den Chor ist wiederum im Osten die Sakristei angebaut. Der Westturm tritt leicht aus der Fassade hervor und enthält das heute nicht mehr genutzte Hauptportal der Kirche. Er wird von einer Zwiebelkuppel bekrönt. Weitere Portale befinden sich im westlichsten Langhausjoch auf der Nord- und Südseite. Beide sind von einer barocken Figurennische bekrönt, die jeweils eine Muschelschale als Hintergrund besitzen. Sowohl das Langhaus als auch der Chor sind von einer Stichkappentonne überwölbt, die aus flachen Pilastern zu entspringen scheint. Das rückwärtige Langhausjoch wird von der Orgelempore überspannt.

## Ausstattung

### Stuck
Der Stuck ist überraschend einheitlich ausgeführt, obwohl er in drei Epochen (1694, 1721 und 1899/1900) entstanden ist. Er besteht aus Rankwerk, Akanthusstäben und -blättern sowie Festons. Im Gewölbescheitel sind in Medaillons das Herz Jesu und Herz Mariä, Pfeile als Symbole für das Martyrium des Kirchenpatrons Sebastian sowie das bayerische Rautenwappen dargestellt.

### Chorraum
Mittelpunkt des Chorraumes ist der neuromanische Hochaltar von 1899. Der Altaraufbau umschließt als eine Art vergoldeter Rahmen das Altarblatt, welches das Martyrium des heiligen Sebastian zeigt. Der Heilige, dargestellt im Zentrum des Gemäldes als römischer Soldat, ist an einen Baum gebunden und wird von Folterknechten mit Pfeilen beschossen. Das Bild dürfte nach einer bis 1835 sichtbaren Signatur im Jahr 1663 von dem Nürnberger Maler Hieronymus Mänderlein gemalt worden sein. Am Altarstipes ist überdies ein vergoldetes Relief zu sehen, das 1796 von Christian Jorhan d. Ä. geschaffen wurde. Es zeigt, wie der heilige Sebastian zu seinem Dienstherrn zurückkehrt und mit Keulen erschlagen wird. Dazu muss man wissen, dass er – der Legende nach – im Anschluss an das Pfeilemartyrium von Frauen gesund gepflegt wurde.
Zu beiden Seiten des Hochaltares sind Holzverkleidungen aus dem 19. Jahrhundert angebracht, die sich jeweils bis hinter das Chorgestühl ziehen. Über diesen Verkleidungen stehen auf Konsolen Figuren der Apostel Petrus und Paulus, die 1792 von Christian Jorhan d. Ä. gestaltet wurden. Diese sind allerdings erst um 1900 in die Sebastianikirche gekommen und stammen möglicherweise aus der während der Säkularisation abgebrochenen Franziskanerkirche am Fuße des Hofberges. Das kunstvolle barocke Chorgestühl von 1661 und der geschmiedete Schmuckausleger der Sakristeiglocke aus dem Atelier von Johann Marggraff in München, entstanden um 1900, runden die Ausstattung des Altarhauses ab.

### Langhaus
An den Stirnseiten des Langhauses, links und rechts des Chorbogens, befinden sich die Seitenaltäre, die in ihrer heutigen Gestalt auf die purifizierenden Maßnahmen von 1972/73 zurückgehen. Zuvor waren an gleicher Stelle Seitenaltäre von Christian Jorhan d. Ä. angeordnet, die 1902 durch neubarocke Stücke ersetzt wurden. In den 1970er Jahren wurden dann die Altartische unter Verwendung von Rotmarmorplatten des Vorgängeraltares neu aufgemauert und anstelle der neubarocken Retabel wurden außerdem Heiligenfiguren von Jorhan d. Ä. aufgestellt. Der heilige Florian und die heilige Barbara, jeweils auf Konsolen oberhalb der Altarmensen stehend, dürften von den ursprünglichen Seitenaltären stammen, die um 1900 entfernt wurden. Am jeweils ersten Wandpfeiler hängen gegenüber Ölgemälde mit Porträts der Apostelfürsten Petrus und Paulus. Die klassizistischen Werke von 1814 wurden von Ignaz Bergmann geschaffen und waren Bestandteil des früheren klassizistischen Hochaltares. Am dritten nördlichen Wandpfeiler ist überdies ein Kruzifix aus dem 18. Jahrhundert zu sehen. Genau gegenüber auf der Südseite befindet sich auf neuromanischen Sockeln eine Figurengruppe, deren Mittelpunkt eine Mondsichelmadonna mit Jesuskind bildet. Diese stammt wohl von Jorhan d. Ä. und dürfte demnach die Zentralfigur eines der beiden Jorhan'schen Seitenaltäre gewesen sein. Die Mutter Gottes wird von Figuren ihrer Eltern, der heiligen Anna und des heiligen Joachim, gerahmt. Diese stammen zumindest aus dem Umkreis Jorhans.
An den Langhauswänden ist der Kreuzwegzyklus, bestehend aus 14 Relieftafeln, zu sehen, der aus dem Jahr 1905 stammt und 1961 neu gerahmt wurde. Am hintersten Joch der nördlichen Langhauswand ist außerdem ein Votivgemälde von Zacharias Lehrhuber aus dem Jahr 1771 angebracht. Es erinnert an die Rettung der Stadt vor einer Überschwemmung auf Fürsprache des Stadtpatrons Sebastian. Dabei handelt es sich allerdings um eine Kopie, die der Kirchenmaler Josef Weilhammer aus Gangkofen 1982 anfertigte. Das wertvolle Original wird im Pfarrhof von St. Jodok aufbewahrt. Der Bereich unterhalb der Orgelempore ist durch ein kunstvolles barockes Abschlussgitter vom übrigen Innenraum abgetrennt. Dieses dürfte um 1690 entstanden sein und diente zunächst als Chorgitter. Erst bei der Kirchenrestaurierung um 1900 wurde es an seinen heutigen Platz versetzt. Das aus Stabwerk bestehende Gitter ist von drei Rankenaufsätzen bekrönt, die ihrerseits von zahlreichen Puttenköpfen bevölkert sind. Im mittleren Aufsatz befindet sich eine originelle Darstellung der Beschießung des heiligen Sebastian mit Pfeilen.

### Orgel
Auf der Westempore befindet sich die von dem Passauer Orgelbauer Adam Ehrlich im Jahr 1860 errichtete Orgel. Das Instrument wurde 1891 durch die Firma G. F. Steinmeyer & Co. grundlegend verändert und zuletzt 1974 überholt bzw. ausgebessert. Der Orgelprospekt ist klassizistisch.

### Glocken
Im oktogonalen Oberbau des Zwiebelturmes befinden sich zwei Bronzeglocken. Die tontiefere Glocke (Schlagton d2), die Christusglocke, wurde 1558 von Johannes Richard Pieringer in Landshut gegossen. Sie überdauerte beide Weltkriege. Die Sebastiansglocke, gefertigt 1919 von der Landshuter Glockengießerei Johann Hahn, wurde dagegen im Krieg eingeschmolzen. Im Jahr 1955 wurde sie durch Spenden der Bewohner des Stadtviertels durch eine wiederum von Johann Hahn geschaffene Glocke ersetzt, die um eine große Sekunde höher schlägt (Schlagton f2) als die historische Christusglocke. Die deutlich größere Marienglocke dagegen, die 1889 von der Gießerei Spannagl in Regensburg geschaffen wurde, wurde im Zweiten Weltkrieg beschlagnahmt. Allerdings konnte sie 1949 vom Hamburger Glockenfriedhof unbeschadet nach Landshut zurückgeholt werden. Über ihren Verbleib ist nichts bekannt.
Die beiden Glocken im Detail:
| Nr. | Name             | Gussjahr | Gießer                               | Gewicht [kg] | Schlagton | Inschrift |
| --- | ---------------- | -------- | ------------------------------------ | ------------ | --------- | --- |
| 1.  | Christusglocke   | 1558     | Johannes Richard Pieringer, Landshut | 150          | d2        | ALSO HAT GODT DIE WELT GELIEWT DAS ER SEINEN AINIGEN SUN GAB AUF DAS ALLE DIE AN IN GLAUBEN NID VERLOREN WERDEN SUNDER DAS EWIG LEBEN HABEND. JOHANNES III RICHARD PIERINGER GOSS MICH ZUE LANDSHUET IM MDLVIII. SIEH DAS IST DAS LAM GOTTES DAS DA HINNIMT DIE SINDT DER WELT. |
| 2.  | Sebastiansglocke | 1955     | Johann Hahn, Landshut                | 163          | f2        | DEM VATERLAND WARD ICH ZUR WEHR, ST. SEBASTIAN KLING FÜRDERHIN ICH ZUR EHR. ST. SEBASTIAN SCHÜTZER DER STADT BITTE FÜR UNS! |